# Жёстко-корпусная надувная лодка
Жёстко-корпусная надувная лодка (англ. rigid-hulled inflatable boat, RHIB) или жёстко-надувная лодка (ЖНЛ) (англ. rigid-inflatable boat, RIB) — маломерное судно (моторная лодка или катер), имеющее прочный и жёсткий корпус и расположенный по периметру верхней части надводного борта (у планширя) надувной баллон. Жёстко-корпусная надувная лодка является дальнейшим усовершенствованием обычной надувной лодки. Лодки такой конструкции имеют большую остойчивость. Надувной баллон (краг) даёт большой запас плавучести и позволяет судну оставаться на плаву, даже если в лодку попадёт большое количество воды, например из-за плохих погодных условий.

## Использование жёстко-корпусных надувных лодок
ЖНЛ, как правило, имеют длину от 4 до 9 метров, хотя их длина может варьировать от 2,5 до 18 метров. ЖНЛ часто приводится в движение одним или несколькими моторами, подвесными или стационарными. Как правило, мощность двигателей составляет от 5 до 300 лошадиных сил (от 4 до 220 кВт).
ЖНЛ используются в качестве спасательных шлюпок, безопасных прогулочных лодок, лодок для погружения аквалангистов (дайвинг) или как разъездные лодки на более крупных судах. Этому способствует их небольшая осадка, высокая манёвренность и скорость, а также достаточная устойчивость к повреждениям при столкновении на малых скоростях.
ЖНЛ длиной до 7 метров могут быть легко отбуксированы на лодочном прицепе, что, в сочетании с другими свойствами лодки, делает их ещё более привлекательными в качестве комфортного и удобного в обращении судна.
Также лодки успешно используются для снабжения береговых сооружений или больших кораблей, а также в качестве малых военных катеров, где они используются для патрулирования, а также для перевозки войск с одного судна на другое или на берег.

## Общие технические характеристики
ЖНЛ разработаны с корпусами для глиссирования. Благодаря своему малому весу ЖНЛ часто превосходят некоторые виды судов тех же размеров и мощности, хотя быстроходный катер таких же размеров, изготовленный полностью из стекловолокна, обычно быстрее благодаря своему меньшему весу и более обтекаемой форме.
ЖНЛ также может гораздо лучше справляться с волнением моря. ЖНЛ обладает большим запасом плавучести, расположенные по периметру планширя баллоны делают сильную качку менее неприятной.
Максимальная скорость ЖНЛ зависит от массы корпуса, мощности двигателя, длины, обводов корпуса и морских условий. Типичная морская 6-метровая (19 футов 8 дюймов) ЖНЛ с шестью пассажирами, двигателями мощностью 110 л. с. (82 кВт) в ветер до 2 балов по шкале Бофорта, как правило, имеет максимальную скорость около 30 узлов (56 км/ч).
ЖНЛ больших размеров с более мощными моторами могут развивать скорость от 40 до 70 узлов (от 74 до 130 км/ч), в зависимости от размера и веса.

## Конструкция

### Корпус
Корпус изготовлен из стали, дерева, алюминия, или, что встречается чаще, из сочетания дерева в качестве каркаса и композитов из стеклопластика — это придаёт корпусу форму и обеспечивает гладкость поверхностям. Некоторые производители также добавляют кевлар (искусственное арамидовое волокно) в листы стеклопластика для повышения прочности. Корпус ЖНЛ сконструирован так, чтоб увеличить скорость судна за счёт оптимизации характеристик глиссирования. Обводы Deep-V рассекают волны легко, но требуют большей мощности двигателя для «выхода на глиссер», чем обводы Shallow-V, которые глиссируют на малой скорости, но на них менее комфортно плавать.
Как и дизайн большинства корпусов, они представляют собой компромисс между конструкциями с разными характеристиками. Современные «круглые» корпуса ЖНЛ сочетают глубокие V-образные обводы корпуса с широкой площадкой в кормовой части. Этот плоский участок на задней подводной части корпуса позволяет лодке устойчиво держаться на глиссировании.

### Надувные баллоны
Надувные баллоны, как правило, секционированы, разделены на отсеки, чтобы уменьшить эффект от прокалывания, и у каждого баллона есть клапан для накачивания воздуха или стравливания его. Большие лодки (7 и более метров) имеют шесть и более камер с клапаном для каждой камеры. Чем больше у лодки камер, тем она считается более надёжной, так как если повреждена только одна камера, то влияние этого повреждения для лодки гораздо меньше.
Надувные баллоны часто имеют клапаны сброса избыточного давления воздуха, вследствие нагрева солнечными лучами. Это предотвращает разрыв баллона от повышенного давления.
Обычные материалы для изготовления баллонов — это хлорсульфированный полиэтилен и поливинилхлорид, хотя некоторые производители используют полиуретан.

#### Хлорсульфированный полиэтилен (Hypalon)
Баллоны из хлорсульфированного полиэтилена просты в изготовлении и могут быть отремонтированы с помощью ремонтного комплекта. Сам по себе хлорсульфированный полиэтилен не является герметичным, поэтому при изготовлении из него баллонов дополнительно используют неопрен. Баллоны, сделанные из слоёв хлорсульфированного полиэтилена и неопрена, могут использоваться более 20 лет. Хлорсульфированный полиэтилен является одним из самых популярных материалов, используемых для строительства ЖНЛ в Великобритании.

#### Поливинилхлорид (ПВХ)
В качестве материала для строительства баллонов поливинилхлорид (ПВХ) имеет недостаточную гибкость. Чтобы сделать его более упругим, в него вводят полимерные добавки. Эта добавка испаряется по мере старения материала, что делает поливинилхлорид хрупким, и он может сломаться. Баллоны из ПВХ — самый дешёвый вариант, и они могут прослужить только 10—15 лет.

#### Полиуретан (ПУ)
Производство баллонов из полиуретана (ПУ) технически трудоёмко, поэтому материал нечасто используется для строительства ЖНЛ. Преимущество ПУ в его большой прочности, изделия из него могут быть непробиваемы острыми предметами. Ранее недостатком ПУ было его быстрое старение, однако сейчас новые виды ПУ гораздо более устойчивы к деградации, вызываемой воздействием ультрафиолетового излучения. Высококачественные баллоны, изготовленные из ПУ, служат более 20 лет. Полиуретановые баллоны часто используются в тех случаях, когда приоритетны прочность и долговечность. Однако замена баллонов, когда они изнашиваются, обычно обходится как одна треть полной стоимости ЖНЛ.

### Каюта и рубка
Большие жёстко-надувные лодки могут иметь жёсткий навес или рубку, изготовленную из стеклопластика или алюминия. Рубки обеспечивают защиту от непогоды как экипажа, так и пассажиров, а также защищают навигационное оборудование и подвесные сиденья.
Некоторые ЖНЛ, в частности, популярные в Ирландии и на западном побережье Шотландии, изготавливаются с дополнительными навесами из ткани и плексигласа, которые можно легко убрать в хорошую погоду. Все больше становятся доступны ЖНЛ с небольшими каютами (обычно с проживанием для двух человек, а в некоторых случаях с наличием гальюна), расширяя применение ЖНЛ в качестве крейсерских судов.